# Wapienno (stacja kolejowa)
Wapienno – stacja towarowa w Wapiennie na linii kolejowej nr 206 Inowrocław Rąbinek – Żnin, w województwie kujawsko-pomorskim.